# رينالدو غوميز
رينالدو غوميز (بالبرتغالية: Reinaldo Gomes‏) (2 نوفمبر 1954 في غينيا بيساو - ) هو لاعب كرة قدم برتغالي في مركز الهجوم. شارك مع منتخب البرتغال لكرة القدم. أما مع النوادي، فقد لعب مع إشتوريل برايا وسبورتينغ براغا ونادي بنفيكا ونادي بوافيشتا ونادي فارزيم ونادي فاماليساو ونادي فيلا ريال.

## وصلات خارجية
- رينالدو غوميز على موقع الاتحاد الأوربي (الإنجليزية)
- رينالدو غوميز على موقع قاعدة بيانات كرة القدم.إي يو (الإنجليزية)
- رينالدو غوميز على موقع ناشيونال فوتبول تيمز (الإنجليزية)